# Orazio Mariani
Orazio Mariani  (né le 21 janvier 1915 à Milan et décédé le 16 octobre 1981) est un athlète italien spécialiste du sprint. Licencié au G. S. Baracca, il mesure 1,79 m pour 76 kg.

## Biographie

### Palmarès
| Date | Compétition           | Lieu   | Résultat | Épreuve    | Performance |
| ---- | --------------------- | ------ | -------- | ---------- | ----------- |
| 1936 | Jeux olympiques d'été | Berlin | 2e       | 4 × 100 m  | 41 s 1      |
| 1938 | Championnats d'Europe | Paris  | 2e       | 100 mètres | 10 s 6      |
| 1938 | Championnats d'Europe | Paris  | 4e       | 4 × 100 m  | 41 s 3      |

### Records
| Épreuve    | Performance | Lieu | Date |
| ---------- | ----------- | ---- | ---- |
| 100 mètres | 10 s 4      |      | 1938 |